# Liste der Bodendenkmäler in Oberaudorf
Auf dieser Seite sind die Bodendenkmäler in der oberbayerischen Gemeinde Oberaudorf zusammengestellt. Diese Tabelle ist eine Teilliste der Liste der Bodendenkmäler in Bayern. Grundlage ist die Bayerische Denkmalliste, die auf Basis des Bayerischen Denkmalschutzgesetzes vom 1. Oktober 1973 erstmals erstellt wurde und seither durch das Bayerische Landesamt für Denkmalpflege geführt wird. Die folgenden Angaben ersetzen nicht die rechtsverbindliche Auskunft der Denkmalschutzbehörde.

## Bodendenkmäler der Gemeinde Oberaudorf

### Bodendenkmäler in der Gemarkung Kiefersfelden
| Lage                     | Objekt                                                              | Akten-Nr.     | Bild |
| ------------------------ | ------------------------------------------------------------------- | ------------- | ---- |
| Kiefersfelden (Standort) | Höhlenburg des hohen Mittelalters (Luegsteinhöhle bzw. Grafenloch). | D-1-8339-0006 |      |

### Bodendenkmäler in der Gemarkung Niederaudorf
| Lage                    | Objekt | Akten-Nr.     | Bild |
| ----------------------- | --- | ------------- | ---- |
| Niederaudorf (Standort) | Hof- und Mühlenwüstung des späten Mittelalters und der frühen Neuzeit (Trißl). | D-1-8338-0019 |      |
| Niederaudorf (Standort) | Hofwüstung des späten Mittelalters und der frühen Neuzeit (Oberbichl). | D-1-8338-0043 |      |
| Niederaudorf (Standort) | Untertägige mittelalterliche und frühneuzeitliche Befunde im Bereich der katholischen Filialkirche St. Michael in Niederaudorf.                                                         | D-1-8339-0014 |      |
| Niederaudorf (Standort) | Untertägige spätmittelalterliche und frühneuzeitliche Befunde im Bereich des ehemaligen Hofmarkschlosses Urfahrn in Reisach (Altes Schloss) mit abgegangenem Wirtschaftshof.            | D-1-8339-0037 |      |
| Niederaudorf (Standort) | Untertägige frühneuzeitliche Befunde im Bereich von Schloss Urfahrn in Reisach (Neues Schloss) mit ehemalige Ökonomiehof und barocken Gartenanlagen.                                    | D-1-8339-0039 |      |
| Niederaudorf (Standort) | Untertägige frühneuzeitliche Befunde im Bereich des Karmelitenklosters Reisach mit der katholischen Klosterkirche St. Theresa und Johannes vom Kreuz und den zugehörigen Gartenanlagen. | D-1-8339-0040 |      |

### Bodendenkmäler in der Gemarkung Oberaudorf
| Lage                  | Objekt | Akten-Nr.     | Bild |
| --------------------- | --- | ------------- | ---- |
| Oberaudorf (Standort) | Brandopferplatz der Bronzezeit und der Urnenfelderzeit (Wasserfeldbühel bzw. Gschaller-Bichl).                                                               | D-1-8338-0002 |      |
| Oberaudorf (Standort) | Körpergräber des frühen Mittelalters. | D-1-8339-0002 |      |
| Oberaudorf (Standort) | Untertägige mittelalterliche und frühneuzeitliche Befunde im Bereich der katholischen Pfarrkirche Mariä Himmelfahrt in Oberaudorf und ihrer Vorgängerbauten. | D-1-8339-0005 |      |
| Oberaudorf (Standort) | Untertägige mittelalterliche und frühneuzeitliche Befunde im Bereich der Ruine Auerburg in Oberaudorf sowie Höhensiedlung der Bronzezeit.                    | D-1-8339-0007 |      |
| Oberaudorf (Standort) | Höhensiedlung der späten Hallstattzeit und der Latènezeit (Burgberg).                                                                                        | D-1-8339-0013 |      |
| Oberaudorf (Standort) | Untertägige frühneuzeitliche Befunde im Bereich der katholischen Kapelle St. Florian bei Oberaudorf und ihres Vorgängerbaus.                                 | D-1-8339-0015 |      |